# Slamniki
Slamniki so naselje v Občini Bled.